# Prémios Sophia de 2012
A 1.ª edição dos Prémios Sophia teve lugar a 26 de Novembro de 2012 na Cinemateca Portuguesa - Museu do Cinema, onde foram entregues os três prémios Carreira a António da Cunha Teles, António de Macedo e Isabel Ruth.